# 1608년
1608년은 화요일로 시작하는 윤년이다.

## 연호
- 명(明) 만력(萬曆) 36년
- 일본(日本) 게이초(慶長) 13년
- 후 레 왕조(後黎朝) 호앙딘(弘定) 9년
- 막 왕조(莫朝) 끼엔통(乾統) 16년

## 기년
- 류큐(琉球) 쇼네이왕(尚寧王) 20년
- 명(明) 신종 만력제(神宗 萬曆帝) 36년
- 조선(朝鮮) 선조(宣祖) 41년
- 조선(朝鮮) 광해군 즉위년
- 후 레 왕조(後黎朝) 경종(敬宗) 9년

## 문화
- 대동법 실시 - 경기도
- 선혜청 설치 - 경기청

## 탄생
- 4월 24일 - 프랑스의 왕족 가스통 도를레앙 공작. (~1660년)
- 7월 13일 - 신성 로마 제국의 황제 페르디난트 3세. (~1657년)
- 10월 15일 - 이탈리아의 물리학자 에반젤리스타 토리첼리. (~1647년)
- 12월 9일- 영국의 시인 밀턴. (~1674년)

## 사망
- 3월 16일 - 조선의 14대 국왕 선조. (1552년)